# Lew Ślubicz-Załęski
Leon (Lew) Ślubicz-Załęski herbu Turzyma OSBM (ur. 1648, zm. 24 sierpnia 1708) – duchowny greckokatolicki, bazylianin, zakonnik monasteru w Supraślu, archimandryta dermański w 1694 roku.
Odbył studia na uniwersytetach w Ołomuńcu i Wilnie. Studiował również metafizykę w Rzymie, w 1673 roku studiował w Kolegium Greckim w Rzymie, po ukończeniu tych studiów był archimandrytą żyrowickim. Siostrzeniec biskupa włodzimiersko-brzeskiego Benedykta Glińskiego.
Pełnił funkcje koadiutora (1678-1679) i biskupa (od 1679) włodzimiersko-brzeskiego, administratora archieparchii połockiej i archieparchii kijowskiej (1693-1695), metropolity kijowskiego (1694-1708).
Był elektorem Augusta II Mocnego z ziemi lwowskiej i przemyskiej w 1697 roku.